# Estany Vidal
L'estany Vidal és un llac d'origen glacial que es troba a 2.478 m d'altitud, a la capçalera de la vall Fosca, al Pallars Jussà, al nord-est del poble de Cabdella, en el terme municipal de la Torre de Cabdella.
La seva conca està formada per les Pales de Colomina, al sud-est i al sud, i les Vidals, al nord.
Pertany al grup de vint-i-sis llacs d'origen glacial de la capçalera del Flamisell, interconnectats subterràniament i per superfície entre ells i amb l'Estany Gento com a regulador del sistema. Rep les aigües del més oriental dels Estanys dels Vidals d'Amunt i dels vessants dels serrats esmentats anteriorment. Desguassa dins de l'Estany Tort.